# Marc Duveau
Pour les articles homonymes, voir Duveau.
Marc Duveau est un écrivain, anthologiste et éditorialiste français, spécialisé dans la science-fiction et la bande dessinée. Il est né en 1949.

## Biographie
Depuis 1970, il signe des critiques dans diverses revues : Horizon du fantastique, Galaxie, Fiction, le Magazine littéraire, Métal hurlant, L'Écran fantastique, (À suivre), L'Écho des savanes special USA, Vampirella, Creepy.
Il a dirigé aux Humanoïdes Associés la collection « Horizons illimités ».
Il a co-édité avec Jacques Goimard de nombreux romans de fantasy et de science-fiction pour les Presses de la Cité et Presses Pocket. Il a été directeur de collection pour le Fleuve noir (collection Légendes).

## Œuvres

### Anthologies
- Le Livre d'or de la science-fiction : Le Manoir des roses (L'Épopée fantastique - 1, 1979) : présentation et traduction de quatre nouvelles.
- Le Livre d'or de la science-fiction : La Citadelle écarlate (L'Épopée fantastique - 2) : présentation.
- Le Livre d'or de la science-fiction : Le Monde des chimères (L'Épopée fantastique - 3) : présentation et traduction d'une nouvelle.
- Le Livre d'or de la science-fiction : La Cathédrale de sang (L'Épopée fantastique - 4, 1982) : présentation et traduction de trois nouvelles.
- Le Barde du futur tome de la coll. « Le Grand Temple de la S-F » no 5300 consacré à Poul Anderson[3] (1988)
- La Grande anthologie de la fantasy, éd. Omnibus (2003) : révision augmentée des quatre anthologies de l'Épopée fantastique.

### Autres ouvrages
- Marjorie Alessandrini, Marc Duveau, Jean-Claude Glasser et Marion Vidal, Encyclopédie des bandes dessinées, Paris, A. Michel, 1979 (réimpr. 1986) (ISBN 978-2-226-00701-8)
- Marc Duveau, Comics U.S.A., Paris, A. Michel, coll. « Graffiti », 1975, 94 p. (ISBN 2-226-00246-4) [4]
- Marc Duveau, Comics USA, Histoire d'une culture populaire, Paris, Huginn & Muninn, 2018  (ISBN 978-2-36480-563-7)

### Articles
- « Que vous êtes joli ! Que vous me semblez beau ! » dans Fluide glacial no 405 (2010)[5],

### Traductions
- Janine Bharucha, Marc Duveau, Jean Moritz et François Truchaud, Les Bandes dessinées fantastiques de Jeff Jones, Paris, Éditions du Triton, 1979
- 30/40 Jeff Jones, éditions Futuropolis (1976), traduction et préface.

Il a traduit des nouvelles écrites par de nombreux auteurs anglophones :
- Alan Burt Akers, Le Magicien de Scorpio (Wizard of Scorpio , 1976)
- Leigh Brackett, La Forteresse des temps perdus , 1982 (The Citadel of Lost Ages , 1950)
- Lin Carter, Les Dieux de Niom Parma (The gods of Niom Parma , 1966)
- Carolyn Janice Cherryh, Le Pays sans ombres , 2003 (The Unshadowed Land , 1985)
- Charles De Lint,
  - La Lune se noie tandis que je dors , 2002 (The Moon Is Drowning While I Sleep, 1993)
  - Roue libre, 2003 (Freewheeling , 1990)
- Lord Dunsany, Chu-Bu et Sheemish (Chu-Bu and Sheemish, 1911)
- Neil Gaiman, Le Pont du Troll (Troll Bridge, 1993)
- Mark S. Geston, La Citadelle (The stronghold, 1974)
- Laurell K. Hamilton, Les Oies sauvages , 2003 (Geese, 1991)
- Tanith Lee,
  - Chimère, 1981 (The Demoness , 1976)
  - Perce-Neige , 2002 (Snow Drop , 1993)
  - La Trêve , 1978 (The truce , 1976)
- Ursula K. Le Guin, La Boîte d'ombre, 1978 (Darkness Box, 1963)
- Patricia A. McKillip,
  - La Dame des crânes , 1998 (Lady of the Skulls, 1993)
  - La Reine des Neiges , 2002 (The Snow Queen, 1993)
- Steve Rasnic Tem, Petit Poucet , 2002 (Little Poucet, 1993)
- Gahan Wilson, Prince Grenouille , 2002 (The Frog Prince, 1993)
- Jane Yolen,
  - Couteaux, 2002 (Knives, 1993)
  - Le Drapeau de Faërie , 2003 (The Faery Flag, 1989)